# Gornji Miholjac
Gornji Miholjac je naselje u Republici Hrvatskoj, u sastavu Grada Slatine, Virovitičko-podravska županija. 

## Stanovništvo
Prema popisu stanovništva iz 2001. godine, naselje je imalo 307 stanovnika te 108 obiteljskih kućanstava.
| broj stanovnika | 716   | 672   | 729   | 844   | 821   | 860   | 882   | 969   | 840   | 816   | 742   | 577   | 455   | 399   | 307   | 304   | 214   |
|                 | 1857. | 1869. | 1880. | 1890. | 1900. | 1910. | 1921. | 1931. | 1948. | 1953. | 1961. | 1971. | 1981. | 1991. | 2001. | 2011. | 2021. |

## Povijest
Kralj Andrija II potvrdio je 1231. god. posjede Makarijevom sinu Tomi (odanom vitezu, vukovskom županu i 1229. banu zasad nepoznate banovine) 
veliki posjed Novak ( jedan dio posjeda je današnje selo Novaki), i "selo Svetog Mihovila" ( danas Gornji Miholjac).
Od prve trećine 13. st.  “zemlja zvana Novak” pokonjena redovnicima Svetog Groba (odnosno prijelaz iz 12. u 13. stoljeće ). Ovima je tu stečevinu kralj Bela IV potvrdio 1255, kad su ti redovnici već imali sagrađenu “kuriju” kraj sela Novak. U kasnijim se izvorima oni javljaju i pod širim pojmom “braća križonoše” (fratres cruciferi); zapravo su to bili regularni kanonici Svetog Groba ili, kraće, sepulkralci. U Novaku su imali samostan Blažene Djevice Marije, a u nedalekom Gornjem Miholjcu držali su crkvu sv. Mihovila.I danas je poznato mještanima G. Miholjca mjesto gdje je stajala ta crkva.
Miholjac je bio dobro cestovno povezan. Postojala je cesta iz Slatine kroz Gornji Miholjac koja se spajala s Vaškom na tzv. "cestu Kralja Kolomana" (spominje se 1238.godine), koja je iz Ugarske preko Koprivnice, Križevaca i Zagreba vodila prema moru.
U popisu župa iz 1334. također je zabilježeno da je crkva sv. Mihalja (Mihovila) pripadala križnicima (ecclesia s. Mychaelis cruciferorum). I mnogo kasnije kad je kanonski vizitator načinio popis župa vaškanskog arhiđakonata 1660. godine, znao je za križnike u Miholjcu iako njih odavno već nije bilo. U istoj ispravi se spominje " cesta koja vodi od sv. Mihalja", ..."velika cesta koja vodi u Novak". 
Sjedište križnika sv. Groba jeruzalemskog u Novakima i Gornjem Miholjcu bila su vezana uz prepozituru u Glogovnici što se spominje 1347. godine. Do 1517. godine Miholjac se vodi u popisu poreza kao dobro glogovničke prepoziture. Nije poznato kada su regularni kanonici sv. Groba jeruzalemskog napustili Novake i Gornji Miholjac. Sigurno je da su za turskog osvajanja Slavonije njihovi samostani u kraju oko Vaške zbrisani s lica zemlje.
U Gornjem Miholjcu postoji još jedan povijesni lokalitet, ime mu je Gradac, a označuje polja sjeveroistočno od sela, u blizini danjašnjeg groblja. Pod iskrivljenim imenom "Grada" upisan je u katastarskoj mapi katastarske općine Gornji Miholjac iz 1862. godine. Nije poznato čiji se "grad" nalazio na tom prostoru između Gornjeg Miholjca i potoka Čađavice.
Prema Popisu stanovništva i vlastelinstva u Slavoniji 1736.godine selo Gornji Miholjac imalo je ukupno: "domaćinstava i kuća 22, očeva porodice 21, oženjene braće i sinova 10, braće i sinova s navršenih 15 god. 2, udovica s posjedom 1, konja 17, volova 20, krava i junadi 44, ovaca 26, svinja 104, pčela 3 košnice, oranica 131 jutro, livada 67 kosaca, vinograda 9 motika."
Očevi porodice u 1736. godini bili su: Jovan Szmolich, Nikola Milankovich, Radoicza Bosanacz, Milosav Kollarich, Subota Markovich, Prodan Petakovich, Sava Bosanacz, Novko Peiakovich, Stoich Bosanacz, Marko Berkich, Mirko Stephanovich, Cziro Kaurin, Jovan Lasichh, Bogeta Marich, Lyubicza Vukovicza, Mihat Smolich, Vukadin Bosanacz, Cziro Kovacevich, Ostoia Szmolich, Janko Radovanovich, Mathia Millinovich, Zaharia Bosanacz.
Napomena: u današnjem ARKOD-u katastarska čestica Gradac se nalazi s druge strane rječice Čađavice.

## Zanimljivosti
Jedna od žrtava Titanika bio je i Gornjomiholjčanin Branko Dakić (19), sin Živka i Jelene Dakić. On se kao radnik uputio 10.4.1912. god. iz Southamptona
U šumi pokraj gornjeg Miholjca prolazila je rimska cesta "Poetovio Mursa.
Gornji Miholjac u Mađarskom popisu naselja 1808 godine je imao više naziva. Za sve nazive znamo da pripadaju selu i po geografskim oznakama i navodu da pripada pod Slatinu. Tako se navodi sljedeće: Mihalyevecz Gornyi' cr. Felsőmiholjác (felso =gornji)h. - - - -Pagus ( znači selo), C. Szaladiensis (distrikt Slatina), tabula IV, kvadrat V (lokacija na mapi), te druga imena naselja: Mihalyevecz (Mali-) cr. Kis-Mihalyocz h. Pagus C. Szaladiensis tabula IV, kvadrat V
Felso-Mihalyvecz Pagus C. Szaladiensis tabula IV, kvadrat V. Prema geografskoj lokaciji i navođenju autora vidimo da su to sve imena za isto selo. 
Drugi autor u knjizi iz 1829. godine naziva selo Miholacz (Ràtz iliti Ràcz -pridjev Srpski, jer su većina naseljena nakon turskih osvajanja stanovnika bili Srbi) - i navodi da u kraljevini Slavoniji je bio povlašteno trgovište "privilegio nundinali donatum" u Virovitičkoj županiji, što je bilo rijetko u to vrijeme. Navodi da je Miholjac imao 70 domova i 421 stanovnika. I drugi autor, ovaj put Austrijanac Frantz Kreuter 1848. godine u svome putopisu od Donjeg Miholjca do Virovitice opisju Gornji Miholjac. Navodi da je veliko naselje, kroz čiju glavnu cestu prolazi granica između Ugarske i Turskog Požeškog sandžaka. Osim toga navodi da je zemlja pjeskovita ilovača i cijelo područje bogato pijeskom te načine i cijenu gospodarske eksploatacije. I danas postoje ostaci Turskog grada u Bakiću i Španatu koji su nekad vjerojatno činili dio spomenute granicu s Gornjem Miholjcem.
U 1888 godini pod Općinu Gornji Miholjac spadala su sljedeća naselja: "Bakić, Kapinci, Medinci, Čomborje, Grabić, Račanac, Senkovac, Miholjac Gornji, Ciganka, Španat, Višnjica, Noskovci, Torište, Novaki, Predrievo gornje, Sopje, Brebrovac, Dolje, Greda, Starin, Vaška, Vranješevci."
Iz publikacije iz 1893.godine saznajemo kako su Ličani radili u selu i kako im se plaćalo. te o bolestima usjeva( 2 vrste crva) i štetočinama miševi te nekadašnjem pesticidu(fosforova kaša s medom).
"Županija Virovitica. Kotar Slatina, Miholjac gornji. Pošto neima dovoljno domaćih radnika, rabe vlastela zakupnici kod žetve vršitbe Ličane, koji dobivaju mjesečno po 15. for., 50 kg. brašna (valjda kuruzna) 2,5 kg. slanine i 1 kg. soli, dali uz to stan i drva nije spomenuto." U istom izvješću stoji kako su u Gornjem Miholjcu i Višnjici uz dravu pozebli usjevi." ... 
"Ozime žitarice, poimence pšenicu, oštećivao znatnijoj mjeri: 
-„crv“ (Drahtwurm, ličinka kukaca brojna roda Elaterida-Schnellkäfer, ponajviše vrsti Agriotes lineatus Saatschnellkäfer) po kotarih Dugo selo, obćina Dugo selo, vrlo osjetljivo pšenici; Slatina, obćina Vočin, gradu Požega."
-"„crv“ Cecidomyia destructor Say (Hessenfliege Cecidomyia secalina Lów) kotaru Slatina obćina Miholjac gornji."
"Najviše štete počiniše „miševi“, po kotarih: Kutina, obćina Kutina; Daruvar, obćina Dežanovac; Novska, obćina Novska; Požega, obćina Pleternica (iza silnih kiša ponestalo miševa); Djakovo, obćina Gorjan; sjek, obćine Valpovo trg Valpovo vanjska, Bizovac: Slatina, obćina Miholjac gornji Bukovica nova; ro obćine Virovitica, Lukač, Gradina,Spišić Bukovica: Mitrovica, obćina Martinci Vukovar, obćina Opatovac. Po kotarih Slatina Virovitica brane od mišje napasti trovanjem fosforovom kašom, ali pošto fosfor ogavna okusa vonja, istom tada savjetu izvjestitelja Wedemayera postići znatniji uspjeh, ako fosforovom trovilu primješa meda."
Opisano je kako je u Gornjem miholjcu i Sopju bila znatna elementarna nepogoda, ponajviše oko pustare Višnjica.
U publikaciji iz 1894.godine možemo vidjeti da je suša pokvarila urod kukuruza širom Slavonije osim u Gornjem Miholjcu i Sopju. Sljedi izvješće iz Gornjeg Miholjca:
„U ovom kraju siju ove vrsti kuruze rana sikulska (Szekler), kasna sikulska, maltežka, (Maltheser), florentinska cinquantin, ponešto „konjski zub“ (Pferdezahn), prosta seljačka (domaća). Od svih ovih vrsti najbolje podnašala žegu sušu kasna sikulka dielomice cinquantin, kojih može očekivati dovoljan prirod, koji trgovini rado kupuje i bolje plaća od ostalih vrsti."
Brojni Gornjomiholjčani koji su preselili u Osijek od 1901. – 1946. godine. (Lefler Antun, Margetić Marko r. 1892, Marinović Andrija r. 1879...). spomenuti su uZavičajnicima grada Osijeka a tamo se i vidi da su sela Grabić i Medinci nekad bili pod općinom Gornji Miholjac.

## Spomenici i znamenitosti
- Crkva sv. Trojice
- Žitnica

## Šport
- NK Miholjac Gornji Miholjac, nogometni klub